# Courel
Courel é uma povoação portuguesa do Município de Barcelos que foi sede da extinta Freguesia de Courel, freguesia que tinha 4,24 km² de área e 488 habitantes (2011), e, por isso, uma densidade populacional de 115,1 hab./km².
A Freguesia de Courel foi extinta em 2013, no âmbito de uma reforma administrativa nacional, tendo sido agregada às freguesias de Chorente, Góios, Pedra Furada e Gueral, para formar uma nova freguesia denominada União das Freguesias de Chorente, Góios, Courel, Pedra Furada e Gueral com sede em Chorente.

## População
| População da freguesia de Courel (1864 – 2011) | População da freguesia de Courel (1864 – 2011) | População da freguesia de Courel (1864 – 2011) | População da freguesia de Courel (1864 – 2011) | População da freguesia de Courel (1864 – 2011) | População da freguesia de Courel (1864 – 2011) | População da freguesia de Courel (1864 – 2011) | População da freguesia de Courel (1864 – 2011) | População da freguesia de Courel (1864 – 2011) | População da freguesia de Courel (1864 – 2011) | População da freguesia de Courel (1864 – 2011) | População da freguesia de Courel (1864 – 2011) | População da freguesia de Courel (1864 – 2011) | População da freguesia de Courel (1864 – 2011) | População da freguesia de Courel (1864 – 2011) |
| ---------------------------------------------- | ---------------------------------------------- | ---------------------------------------------- | ---------------------------------------------- | ---------------------------------------------- | ---------------------------------------------- | ---------------------------------------------- | ---------------------------------------------- | ---------------------------------------------- | ---------------------------------------------- | ---------------------------------------------- | ---------------------------------------------- | ---------------------------------------------- | ---------------------------------------------- | ---------------------------------------------- |
| 1864                                           | 1878                                           | 1890                                           | 1900                                           | 1911                                           | 1920                                           | 1930                                           | 1940                                           | 1950                                           | 1960                                           | 1970                                           | 1981                                           | 1991                                           | 2001                                           | 2011                                           |
| 210                                            | 265                                            | 288                                            | 280                                            | 294                                            | 302                                            | 306                                            | 385                                            | 436                                            | 491                                            | 474                                            | 441                                            | 461                                            | 518                                            | 488                                            |

## Política

### Eleições da assembleia de freguesia
| Data | %    | V    | %   | V   | %       | V       | %   | V   | %   | V   | %  | V  | %   | V   | Participação |               |
| Data | PSD  | PSD  | CDS | CDS | PCP/PEV | PCP/PEV | PPM | PPM | PRD | PRD | PS | PS | UDP | UDP | Participação |               |
| ---- | ---- | ---- | --- | --- | ------- | ------- | --- | --- | --- | --- | -- | -- | --- | --- | ------------ | ------------- |
| Data | 1989 | 87,3 | 7   |     |         |         |     |     |     |     |    |    |     |     |              | 74,5 / 100,00 |